# Allée Marguerite-Yourcenar
L'allée Marguerite-Yourcenar est une voie du 15e arrondissement de Paris, en France.

## Situation et accès
L'allée Marguerite-Yourcenar est une voie publique située dans le 15e arrondissement de Paris. Elle débute au 21, rue Desaix et se termine au 26, rue Edgar-Faure.

## Origine du nom
Elle doit son nom à Marguerite Antoinette Jeanne Marie Ghislaine Cleenewerck de Crayencour, dite Marguerite Yourcenar (1903-1987), romancière et première femme élue à l'Académie française.

## Historique
La voie est créée dans le cadre de l'aménagement de la ZAC Dupleix sous le nom provisoire de « voie BY/15 » et prend sa dénomination actuelle le 15 décembre 1995. 